# War Paint
War Paint es el segundo álbum de estudio de la banda estadounidense The Dangerous Summer. Fue lanzado el 19 de julio de 2011 a través de Hopeless Records.

## Lista de canciones
Todas las canciones escritas y compuestas por The Dangerous Summer. 
| War Paint |                                |          |  |
| N.º       | Título                         | Duración |  |
| 1.        | «War Paint»                    | 4:11     |  |
| 2.        | «Work In Progress»             | 4:49     |  |
| 3.        | «No One's Gonna Need You More» | 4:16     |  |
| 4.        | «Good Things»                  | 3:16     |  |
| 5.        | «Siren»                        | 3:59     |  |
| 6.        | «Everyone Left»                | 4:24     |  |
| 7.        | «Miscommunication»             | 4:04     |  |
| 8.        | «I Should Leave Right Now»     | 3:37     |  |
| 9.        | «Parachute»                    | 3:31     |  |
| 10.       | «In My Room»                   | 4:21     |  |
| 11.       | «Waves»                        | 3:44     |  |

## Personal
- Spencer Peterson: batería
- Bryan Czap: guitarra
- Cody Payne: guitarra y bajo eléctrico
- AJ Perdomo: voz

Fuente: Discogs